# Сборная Германии по футболу (до 19 лет)
Сборная Германии по футболу до 19 лет (нем. Die deutsche Fußball-Nationalmannschaft der U19-Junioren) — национальная футбольная сборная Германии, за которую имеют право выступать игроки в возрасте 19 лет и младше. Команда находится под управлением Немецкого футбольного союза и принимает участие в юношеском чемпионате Европы.
Наивысшее достижение юношеской сборной Германии до 19 лет на чемпионате Европы — золотые медали в 2008 и 2014 годах.

## Статистика выступлений на чемпионатах Европы
| Год   | Раунд                                         | М                                             | В                                             | Н                                             | П                                             | МЗ                                            | МП                                            |                                               |
| ----- | --------------------------------------------- | --------------------------------------------- | --------------------------------------------- | --------------------------------------------- | --------------------------------------------- | --------------------------------------------- | --------------------------------------------- | --------------------------------------------- |
| 2002  | Финал                                         | 4                                             | 2                                             | 1                                             | 1                                             | 8                                             | 5                                             |                                               |
| 2003  | не прошла квалификацию                        | не прошла квалификацию                        | не прошла квалификацию                        | не прошла квалификацию                        | не прошла квалификацию                        | не прошла квалификацию                        | не прошла квалификацию                        | не прошла квалификацию                        |
| 2004  | Групповая стадия                              | 3                                             | 1                                             | 1                                             | 1                                             | 4                                             | 5                                             |                                               |
| 2005  | Полуфинал                                     | 4                                             | 2                                             | 0                                             | 2                                             | 9                                             | 8                                             |                                               |
| 2006  | не прошла квалификацию                        | не прошла квалификацию                        | не прошла квалификацию                        | не прошла квалификацию                        | не прошла квалификацию                        | не прошла квалификацию                        | не прошла квалификацию                        | не прошла квалификацию                        |
| 2007  | Полуфинал                                     | 4                                             | 2                                             | 1                                             | 1                                             | 9                                             | 8                                             |                                               |
| 2008  | Чемпион                                       | 5                                             | 5                                             | 0                                             | 0                                             | 12                                            | 4                                             |                                               |
| 2009  | не прошла квалификацию                        | не прошла квалификацию                        | не прошла квалификацию                        | не прошла квалификацию                        | не прошла квалификацию                        | не прошла квалификацию                        | не прошла квалификацию                        | не прошла квалификацию                        |
| 2010  | не прошла квалификацию                        | не прошла квалификацию                        | не прошла квалификацию                        | не прошла квалификацию                        | не прошла квалификацию                        | не прошла квалификацию                        | не прошла квалификацию                        | не прошла квалификацию                        |
| 2011  | не прошла квалификацию                        | не прошла квалификацию                        | не прошла квалификацию                        | не прошла квалификацию                        | не прошла квалификацию                        | не прошла квалификацию                        | не прошла квалификацию                        | не прошла квалификацию                        |
| 2012  | не прошла квалификацию                        | не прошла квалификацию                        | не прошла квалификацию                        | не прошла квалификацию                        | не прошла квалификацию                        | не прошла квалификацию                        | не прошла квалификацию                        | не прошла квалификацию                        |
| 2013  | не прошла квалификацию                        | не прошла квалификацию                        | не прошла квалификацию                        | не прошла квалификацию                        | не прошла квалификацию                        | не прошла квалификацию                        | не прошла квалификацию                        | не прошла квалификацию                        |
| 2014  | Чемпион                                       | 5                                             | 4                                             | 1                                             | 0                                             | 12                                            | 2                                             |                                               |
| 2015  | Групповая стадия                              | 3                                             | 1                                             | 1                                             | 1                                             | 3                                             | 5                                             |                                               |
| 2016  | 5-е место                                     | 4                                             | 1                                             | 1                                             | 2                                             | 9                                             | 8                                             |                                               |
| 2017  | Групповая стадия                              | 3                                             | 1                                             | 0                                             | 2                                             | 5                                             | 8                                             |                                               |
| 2018  | не прошла квалификацию                        | не прошла квалификацию                        | не прошла квалификацию                        | не прошла квалификацию                        | не прошла квалификацию                        | не прошла квалификацию                        | не прошла квалификацию                        | не прошла квалификацию                        |
| 2019  | не прошла квалификацию                        | не прошла квалификацию                        | не прошла квалификацию                        | не прошла квалификацию                        | не прошла квалификацию                        | не прошла квалификацию                        | не прошла квалификацию                        | не прошла квалификацию                        |
| 2020  | турниры не состоялись из-за пандемии COVID-19 | турниры не состоялись из-за пандемии COVID-19 | турниры не состоялись из-за пандемии COVID-19 | турниры не состоялись из-за пандемии COVID-19 | турниры не состоялись из-за пандемии COVID-19 | турниры не состоялись из-за пандемии COVID-19 | турниры не состоялись из-за пандемии COVID-19 | турниры не состоялись из-за пандемии COVID-19 |
| 2021  | турниры не состоялись из-за пандемии COVID-19 | турниры не состоялись из-за пандемии COVID-19 | турниры не состоялись из-за пандемии COVID-19 | турниры не состоялись из-за пандемии COVID-19 | турниры не состоялись из-за пандемии COVID-19 | турниры не состоялись из-за пандемии COVID-19 | турниры не состоялись из-за пандемии COVID-19 | турниры не состоялись из-за пандемии COVID-19 |
| Итого | 9/18                                          | 35                                            | 19                                            | 6                                             | 10                                            | 71                                            | 53                                            |                                               |

## Состав сборной
Следующие футболисты попали в заявку на матчи отборочного раунда чемпионата Европы 2022, которые прошли в Греции с 10 по 16 ноября 2021 года:
| Имя                        | Дата рождения             | Клуб                |         |
| Вратари                    | Вратари                   | Вратари             | Вратари |
| -------------------------- | ------------------------- | ------------------- | ------- |
| Тьярк Эрнст                | 15 марта 2003 (22 года)   | Бохум               |         |
| Йонас Урбиг                | 8 августа 2003 (21 год)   | Кёльн               |         |
| Защитники                  |                           |                     |         |
| Брайт Аррей-Мби            | 26 марта 2003 (22 года)   | Бавария             |         |
| Михаэль Костка             | 13 декабря 2003 (21 год)  | РБ Лейпциг          |         |
| Кеану Крафт                | 11 сентября 2003 (21 год) | Майнц 05            |         |
| Клеменс Ридель             | 19 июля 2003 (21 год)     | Дармштадт 98        |         |
| Макс Розенфельдер          | 10 февраля 2003 (22 года) | Фрайбург            |         |
| Давид Херольд              | 20 февраля 2003 (22 года) | Бавария             |         |
| Полузащитники и нападающие |                           |                     |         |
| Юссеф Амин                 | 21 августа 2003 (21 год)  | Виктория (Кёльн)    |         |
| Бен Бобциен                | 29 апреля 2003 (22 года)  | Майнц 05            |         |
| Роберт Вагнер              | 14 июля 2003 (22 года)    | Фрайбург            |         |
| Эмрехан Гедикли            | 25 апреля 2003 (22 года)  | Байер 04            |         |
| Лассе Гюнтер               | 21 марта 2003 (22 года)   | Аугсбург            |         |
| Гёктан Гюрпюз              | 22 января 2003 (22 года)  | Боруссия (Дортмунд) |         |
| Арминдо Зиб                | 17 февраля 2003 (22 года) | Бавария             |         |
| Никлас Йессен              | 4 сентября 2003 (21 год)  | Санкт-Паули         |         |
| Антон Каде                 | 17 января 2004 (21 год)   | Герта               |         |
| Месут Кесик                | 2 мая 2003 (22 года)      | Герта               |         |
| Деннис Лютке-Фри           | 4 апреля 2003 (22 года)   | Боруссия (Дортмунд) |         |
| Юлиан Хеттвер              | 15 июня 2003 (22 года)    | Дуйсбург            |         |

## Тренерский штаб
| Должность                  | Тренер          |
| -------------------------- | --------------- |
| Главный тренер             | Ханнес Вольф    |
| Ассистент главного тренера | Ханно Балич     |
| Ассистент главного тренера | Энгин Янова     |
| Тренер вратарей            | Штефан Вессельс |
| Тренер по физподготовке    | Ульф Зобек      |